# Ntare II
Ntare II – jeden z władców (mwami) Burundi.

## Życiorys
Urodził się jako Rugaamba, znany jest w historiografii pod swym imieniem dynastycznym. Gdy król burundyjski wstępował na tron, przyjmował jako swe imię tronowe jedno z czterech szczególnych imion królewskich. Były to kolejno Ntare, Mwezi, Mutaga i Mwambutsa. Imię Ntare można przetłumaczyć w przybliżeniu jako skóra lwa.
Syn i następca Mwambutsy I. Otrzymał tradycyjne wykształcenie, skupiające się na sztuce wojennej i biegłości w słowie mówionym. Panowanie Ntare II datuje się w przybliżeniu na lata od 1796 do 1850. Pojawiają się wszakże również mocno odmienne propozycje osadzenia jego panowania w czasie, choćby od 1825 lub 1830 do 1852. Jan Vansina twierdził z kolei, iż panowanie Ntare II miało być znacznie dłuższe, i trwać od 1796 aż do 1867. Zdołał rozszerzyć granice państwa, swą władzą obejmując także tereny wchodzące w skład dzisiejszej Rwandy i Tanzanii. Uznawany zazwyczaj za pierwszego króla nowożytnego państwa burundyjskiego, jest również wymieniany pośród najwybitniejszych przywódców kraju.
Pragnąc skonsolidować państwo, rozdzielił część łupów wojennych między swoich synów. Przyznał im również władzę na części podlegających mu terytoriów. Decyzja ta miała ogromny wpływ na burundyjski system polityczny, tworząc z czasem grupę potężnych książąt, w dużej mierze niezależnych od władzy królewskiej. Jej konsekwencje były odczuwalne w burundyjskiej polityce jeszcze w XX wieku. Od tejże decyzji Ntare II wywodzi się też zazwyczaj praktykę wypędzania z dworu krewnych i zwolenników poprzednich władców.